# Elephant (Album)
Elephant ist das vierte Studioalbum der US-amerikanischen Band The White Stripes. Es erschien im Jahr 2003 bei V2 Records in den USA und bei XL ecordings in Europa.

## Produktion
Das Album wurde innerhalb von zwei Wochen in London in den Toereg Studios aufgenommen. Laut einem Interview investierte die Band lediglich 5000 Pfund Sterling in das Album.
Jack White sagte auf die Frage, ob man das Album nicht wesentlich aufwendiger hätte produzieren können:

„Klar hätten wir das machen können, aber die Art, wie wir als Band funktionieren, zwingt uns dazu, sehr schnell und billig zu arbeiten, ohne teures Equipment – ich hasse Computer und ProTools, es zerstört jegliche Kreativität.“

## Titelliste
Alle Songs wurden von Jack White geschrieben, außer wo anders angegeben.
1. Seven Nation Army – 3:51
2. Black Math – 3:03
3. There’s No Home for You Here – 3:43
4. I Just Don’t Know What to Do with Myself (Burt Bacharach, Hal David) – 2:46
5. In the Cold, Cold Night – 2:58
6. I Want to Be the Boy to Warm Your Mother’s Heart – 3:20
7. You’ve Got Her in Your Pocket – 3:39
8. Ball and Biscuit – 7:19
9. The Hardest Button to Button – 3:32
10. Little Acorns (Mort Crim, J. White) – 4:09
11. Hypnotize – 1:48
12. The Air Near My Fingers – 3:40
13. Girl, You Have No Faith in Medicine – 3:17
14. It’s True That We Love One Another – 2:42
15. Who’s to Say (Blanche) – 4:36
16. Good to Me (Brendan Benson) – 2:07

- Titel 15 und 16 sind Bonus-Tracks auf der Veröffentlichung in Japan.
- Bei Titel 5 singt Meg White.

## Rezeption

### Kritiken
Das Album erhielt durchschnittlich gute Rezensionen.
Vicky Butscher vergab auf laut.de vier von fünf Punkten und bezeichnete das Album als „irgendwie anders“ und „auf seine ganz eigene Art sehr liebenswert“.
Allmusic vergab fünf von fünf Sternen und schrieb, das Album sei ein „phenomenal success“, ein phänomenaler Erfolg also.
Almost Cool schrieb, das Album sei zwar keine „fürchterliche Erscheinung“ (horrible release), aber man solle den Gerüchten, das Album sei ein „all-time classic“ nicht glauben und vergab 6 von 10 möglichen Punkten.

### Preise
Die Band erhielt 2004 einen Grammy für das beste Alternative-Album und wurde weiterhin für das Album des Jahres nominiert. Die Single Seven Nation Army gewann in der Kategorie Bester Rocksong und war außerdem für "Beste Darbietung eines Duos oder einer Gruppe mit Gesang – Rock" nominiert.

## Kommerzieller Erfolg

### Chartplatzierungen

#### Album
| ChartsChartplatzierungen       | Höchstplatzierung | Wochen |
| ------------------------------ | ----------------- | ------ |
| Deutschland (GfK)              | 19 (46 Wo.)       | 46     |
| Österreich (Ö3)                | 39 (11 Wo.)       | 11     |
| Schweiz (IFPI)                 | 29 (23 Wo.)       | 23     |
| Vereinigte Staaten (Billboard) | 6 (58 Wo.)        | 58     |
| Vereinigtes Königreich (OCC)   | 1 (55 Wo.)        | 55     |

| ChartsJahrescharts (2003)      | Platzierung |
| ------------------------------ | ----------- |
| Deutschland (GfK)              | 75          |
| Vereinigte Staaten (Billboard) | 57          |
| Vereinigtes Königreich (OCC)   | 22          |

| ChartsJahrescharts (2004)      | Platzierung |
| ------------------------------ | ----------- |
| Vereinigte Staaten (Billboard) | 173         |

#### Singles
| Jahr | Titel                                    | Höchstplatzierung, Gesamtwochen, AuszeichnungChartplatzierungen (Jahr, Titel, , Platzierungen, Wochen, Auszeichnungen, Anmerkungen) | Höchstplatzierung, Gesamtwochen, AuszeichnungChartplatzierungen (Jahr, Titel, , Platzierungen, Wochen, Auszeichnungen, Anmerkungen) | Höchstplatzierung, Gesamtwochen, AuszeichnungChartplatzierungen (Jahr, Titel, , Platzierungen, Wochen, Auszeichnungen, Anmerkungen) | Höchstplatzierung, Gesamtwochen, AuszeichnungChartplatzierungen (Jahr, Titel, , Platzierungen, Wochen, Auszeichnungen, Anmerkungen) | Höchstplatzierung, Gesamtwochen, AuszeichnungChartplatzierungen (Jahr, Titel, , Platzierungen, Wochen, Auszeichnungen, Anmerkungen) | Anmerkungen                          |
| Jahr | Titel                                    | DE | AT | CH | UK | US | Anmerkungen                          |
| ---- | ---------------------------------------- | --- | --- | --- | --- | --- | ------------------------------------ |
| 2003 | Seven Nation Army                        | DE4 Gold · (39 Wo.)DE | AT18 (16 Wo.)AT | CH3 (34 Wo.)CH | UK7 Platin · (9 Wo.)UK | US76 (20 Wo.)US | Erstveröffentlichung: März 2003      |
| 2003 | I Just Don’t Know What to Do with Myself | — | — | — | UK13 (5 Wo.)UK | — | Erstveröffentlichung: September 2003 |
| 2003 | The Hardest Button to Button             | — | — | — | UK23 (3 Wo.)UK | — | Erstveröffentlichung: November 2003  |

### Auszeichnungen für Musikverkäufe
| Land/Region                  | Auszeichnungen für Musikverkäufe (Land/Region, Auszeichnung, Verkäufe) | Verkäufe    |
| ---------------------------- | ---------------------------------------------------------------------- | ----------- |
| Australien (ARIA)            | 2× Platin                                                              | 140.000     |
| Belgien (BRMA)               | Platin                                                                 | 50.000      |
| Deutschland (BVMI)           | Platin                                                                 | 200.000     |
| Europa (IFPI)                | Platin                                                                 | (1.000.000) |
| Kanada (MC)                  | 3× Platin                                                              | 300.000     |
| Neuseeland (RMNZ)            | Platin                                                                 | 15.000      |
| Niederlande (NVPI)           | Platin                                                                 | 60.000      |
| Norwegen (IFPI)              | Gold                                                                   | 20.000      |
| Polen (ZPAV)                 | Gold                                                                   | 10.000      |
| Schweden (IFPI)              | Gold                                                                   | 30.000      |
| Vereinigte Staaten (RIAA)    | Platin                                                                 | 2.100.000   |
| Vereinigtes Königreich (BPI) | 4× Platin                                                              | 1.200.000   |
| Insgesamt                    | 3× Gold · 15× Platin ·                                                 | 4.125.000   |